# Estadio Victoria de Girón
El Estadio Victoria de Girón es un estadio de béisbol que además es utilizado para otros eventos deportivos o culturales: ubicado en la ciudad de Matanzas en la isla de Cuba, es usado frecuentemente para la práctica de béisbol. En la actualidad es la sede del equipo local Cocodrilos de Matanzas, aunque en sus inicios jugaron allí los equipos Henequeneros y Citricultores de la misma provincia, dos de los buenos equipos de las series nacionales: más tarde estos equipos se fusionaron para dar paso al nuevo equipo llamado los Cocodrilos de Matanzas surgido como fruto de reestructuraciones y cambios que se hicieron en el formato de la estructura de la serie y en la cantidad y el nombre de los equipos participantes por cada provincia. 
El estadio se construyó para que pudiera asistir un mayor número de personas a los eventos que se efectuaran en la instalación. Por aquel entonces la ciudad contaba con un mayor número de habitantes y el estadio Palmar de Junco, antigua sede de los partidos de la serie nacional ya resultaba pequeño para la cantidad de público que asistía a ver los partidos de béisbol de la serie nacional: surge entonces la idea de construir un nuevo estadio sede de los equipos del béisbol de la provincia, y así contar con un mayor apoyo de los fanáticos y seguidores de los equipos yumurinos. El nuevo estadio sería un premio a los equipos de la provincia que habían ganado la serie de 1970 con el equipo Henequeneros y luego volvieron a ganar la serie del 1976-1977 con el equipo Citricultores (Vealo en https://web.archive.org/web/20110826101924/http://www.inder.cu/beta/competitions/baseball/Guiasweb/SN/guiaweb.htm).
Este estadio tiene capacidad para 25 mil espectadores sentados y su capacidad máxima es de unas 27 000 personas cuando esta abarrotado. Fue inaugurado el 20 de febrero de 1977 por el Comandante en Jefe Fidel Castro, quien bateó la primera pelota, dando comienzo a la Segunda Serie Selectiva de Béisbol. El primer desafío recoge dos hechos históricos, pues se realizó la primera transmisión de televisión en color de un partido de béisbol en Cuba y se utilizó por primera vez el bate de aluminio en los campeonatos de béisbol cubanos. Es el segundo estadio de béisbol más grande del país tras el Latinoamericano de La Habana, Sus dimensiones son las siguientes: 99 m (325 pies) de home hasta los jardines por el izquierdo y por el derecho, y 121 m (400 pies) por el jardín central.
Está acondicionado para jugar al béisbol, en el año 2011 se estrenó una pizarra electrónica que ayuda a la modernización de la instalación.
Para la temporada 2011-2012 se construyó el Club House del equipo Matanzas, con vistas a lograr mejores condiciones para la estancia de los atletas. Igualmente se readecuó un local para salón de reuniones y una oficina para el director del equipo, además de un pantry que brindara servicio durante los juegos. Además fueron restaurados la enfermería, los baños y servicios sanitarios, y un área de taquillas, mejorándose las condiciones del estadio.
- Datos: Q7927166